# 배곧동
배곧동(배곧洞)은 대한민국 경기도 시흥시의 법정동 및 지역이다. 2018년 10월 8일 정왕4동에서 행정동이 분동되었다. 서울대학교 시흥캠퍼스가 위치해있으며 동년 10월 17일 베니스스퀘어 건물 내에 주민센터를 개청하였다. 인구가 늘면서 2021년에는 법정동이 분동되고 행정동이 2개로 나뉘었다. 서쪽에 군자대교가 있고 건너편에 연수구 송도동이 있다.

## 연혁
- 2018년 10월 8일 정왕4동에서 행정동 분동.
- 2021년 7월 5일 : 정왕동에서 배곧동 법정동 분동, 행정동은 배곧1동과 2동으로 분동.

## 지리
서쪽에 군자대교와 연수구 송도동 및 논현고잔동이 있고 동쪽에는 정왕4동, 정왕본동이 있다. 지형이 남북으로 길기 때문에 북부는 월곶동, 남부는 정왕3동과 맞닿아 있다. 지리적으로 시흥시의 서쪽에 위치한다.

## 기후
시흥시의 서쪽에 위치해 시베리아 북서풍의 영향을 잘 받는다. 그래서 주변의 동보다 기온이 낮다.

## 교통
- 제3경인고속화도로 정왕 나들목,11-A,B,C

## 주요시설

### 상가
- 신세계 프리미엄아울렛
- 롯데마트 배곧점
- 베니스스퀘어
- CGV 배곧
- 메가박스

### 공원
- 물맞이공원
- 배곧생명공원
- 한울공원

### 교육기관
- 서울대학교 시흥캠퍼스
- 배곧누리초등학교
- 배곧라온초등학교
- 배곧한울초등학교
- 배곧초등학교
- 배곧중학교
- 배곧고등학교
- 배곧해솔초등학교
- 배곧해솔중학교

## 아파트
| 단지명                       | 건설사         | 시행사                   | 주소              | 입주        | 비고     |
| ---------------------------- | -------------- | ------------------------ | ----------------- | ----------- | -------- |
| 배곧 호반베르디움 더 프라임  | 호반건설       | ㈜에코나인시티           | 서울대학로 328    | 2016년 11월 |          |
| 배곧 호반베르디움 센트럴파크 | 호반건설       | ㈜에코플러스시티         | 배곧3로 27-8      | 2015년 7월  |          |
| 배곧 호반베르디움 센트로하임 | 호반건설       | ㈜배곧11차피에프브이     | 배곧4로 106-25    | 2017년 11월 |          |
| 배곧 중흥S클래스             | 중흥건설       | 청원종합개발㈜           | 해송십리로 472-11 | 2019년 2월  |          |
| 배곧 골드클래스              | 세종건설㈜     | ㈜골드디움               | 배곧4로 81-13     | 2016년 6월  |          |
| 배곧 대방노블랜드 엘리트시티 | 대방건설       | 대방하우징㈜             | 배곧4로 81-39     | 2019년 5월  | 민간임대 |
| 배곧 에스케이뷰              | ㈜에스케이건설 | ㈜에코플러스시티개발     | 배곧3로 27-7      | 2015년 7월  |          |
| 배곧 한신더휴                | 한신공영       | 한신공영                 | 배곧4로 106-26    | 2018년 1월  |          |
| 배곧 이지더원                | 라인건설㈜     | ㈜동양건설산업           |                   | 2017년 8월  |          |
| 배곧 이지더원 에듀그린       | 라인건설㈜     | 이지이노텍㈜             |                   | 2017년 10월 |          |
| 배곧 한라비발디 캠퍼스       | HL디앤아이한라 | ㈜무궁화신탁             |                   |             |          |
| 배곧2차 한라비발디 캠퍼스    | HL디앤아이한라 | ㈜무궁화신탁             |                   |             |          |
| 배곧3차 한라비발디 캠퍼스    | HL디앤아이한라 | 배곧신도시지역특화타운㈜ |                   |             |          |